# イシル族
イシル族（イシルぞく、Ixil）は、グアテマラに住む部族でマヤ系民族である。

## 居住地
グアテマラ、キチェ県北部高地にある3つのムニシピオ（ネバフ、サン・フアン・コツァル、チャフル）に住んでいる。
家は一室の石造住宅で、畑地の諸方に散在している。

## 生活
換金作物のトウモロコシのほか、ジャガイモ、モモ、リンゴ、コーヒーなども栽培している。

## 宗教
いちおうカトリック教徒とされているが、実際には現地に伝わる神々を信仰している。土着の神の中では「山々のあるじたち」が最も重要とされている。

## 弾圧
グアテマラ内戦時代の1982年-1983年にかけて、グアテマラの軍部がイシル族を虐殺して大きな人的被害が出た。この事件は、2013年に当時のエフライン・リオス・モント元大統領に責任があるとし、グアテマラ国内においてジェノサイドの罪で裁判にかけられた結果、有罪判決が出ている。